# Liste der Jünger Abdu’l Bahas
Als Jünger Abdul-Bahas (engl. auch Heralds of the Covenant genannt) wurden von Shoghi Effendi, dem Hüter der Bahai-Religion, insgesamt 19 Bahai aus westlichen Staaten bezeichnet, die dann zwischen 1930 und 1933 in der Bahai-Zeitschrift The Bahá'í World veröffentlicht wurden. Da zum Zeitpunkt der Bezeichnung ein Großteil dieser Jünger bereits verstorben war, handelt es sich um einen Ehrentitel für ihre Pioniertätigkeit und Verdienste um die Verbreitung der Bahai-Religion im Westen. Die Zahl 19 bezieht sich auf die im Babismus heilige Zahl 19 und steht dabei in Analogie zu den ebenfalls von Shogi Effendi geehrten 19 Aposteln Baha’u’llahs.

## Namensliste
- John E. Esslemont (1874–1925)
- Thornton Chase (1847–1912)
- Howard MacNutt (1859–1926)
- Sarah Farmer (1847–1916)
- Hippolyte Dreyfus-Barney (1873–1928)
- Lillian Kappes († 1920)
- Robert Turner (1855–1909)
- Arthur Brauns († 1925)[2] oder Albert Schwarz (1871–1931)[3]
- William H. Randall (1863–1929)
- Lua M. Getsinger (1871–1916)
- Joseph H. Hannen († 1920)
- Chester I. Thacher († 1907)
- Charles Greenleaf (1857–1920)
- Isabella D. Brittingham (1852–1924)
- Harriet Thornburgh
- Helen S. Goodall (1844–1921)
- Arthur P. Dodge (1849–1915)
- William H. Hoar (1856–1922)
- George J. Augur (1853–1927)

Eine Auswahl davon führt Shogi Effendi als „heralds of the covenant of God“ auch in seinem Brief America and the Most Great Peace vom 21. April 1933 auf, nämlich: „Lua, Chase, MacNutt, Dealy, Goodall, Dodge, Farmer and Brittingham“.